# ジョン・アンドレオリ
ジョン・フランシス・アンドレオリ（John Francis Andreoli、1990年6月9日 - ）は、アメリカ合衆国・マサチューセッツ州ウースター出身のプロ野球選手（外野手）。右投右打。フリーエージェント（FA）。

## 経歴

### カブス傘下時代
コネチカット大学に在学中、2011年のMLBドラフト17巡目（全体519位）でシカゴ・カブスから指名され、8月13日に契約し入団。傘下ルーキー級アリゾナリーグ・カブスでキャリアを開始した。
その後は順調にキャリアを重ね、2年目の2013年には傘下AA級テネシー・スモーキーズに、4年目の2015年には傘下AAA級アイオワ・カブスに昇格。翌2016年はカブスのスプリングトレーニングに招待選手として参加したが開幕はマイナーで迎え、メジャー昇格は果たせなかった。
カブス傘下マイナーでは2017年までプレーし、最終年となった17年は傘下AAA級アイオワで119試合に出場し打率.244、14本塁打、49打点、26盗塁の成績を残した。同年オフにFAとなった。

### マリナーズ時代
2018年1月16日にシアトル・マリナーズとマイナー契約を結ぶ。同年は傘下AAA級タコマ・レイニアーズでのプレーを経て、5月23日にメジャー初昇格。同日の対オークランド・アスレチックス戦（オークランド・アラメダ・カウンティ・コロシアム）において「8番・右翼手」でメジャー初出場を果たし、ダニエル・ゴセットからメジャー初安打も記録した。この試合に出場した後、5月28日に一旦AAAに降格となったが、7月7日に再昇格。再昇格後は2試合に出場した。

### オリオールズ時代
同年8月18日、ウェイバーを経てボルチモア・オリオールズに移籍。一旦は傘下AAA級のノーフォーク・タイズに配属されたが、2日後の8月20日にメジャー再昇格。昇格後は23試合に出場し、打率.232、0本塁打、4打点、2盗塁の成績を残した。

### マリナーズ（2度目）～レンジャーズ～ジャイアンツ時代
同年10月31日、ウェイバーを経てマリナーズに復帰。しかし、翌2019年1月15日にウェイバーを経てテキサス・レンジャーズに移籍し、さらにその約2週間後の2月1日にはウェイバーを経てサンフランシスコ・ジャイアンツに移籍。同年のスプリングトレーニングにはジャイアンツの招待選手として参加した。

### ツインズ～マリナーズ（3度目）～レッドソックス時代
同年3月23日、マイケル・リードとのトレードでミネソタ・ツインズへ移籍。傘下AAA級ロチェスター・レッドウイングスでプレーしていたが、6月2日にトレードでマリナーズに三度復帰。傘下AAA級タコマでは73試合に出場し打率.290、10本塁打、32打点の成績を残した。
オフにFAとなり、同年12月20日にボストン・レッドソックスとマイナー契約を結ぶ。翌2020年のスプリングトレーニングにはレッドソックスの招待選手として参加したが、同年は新型コロナウイルス感染症の世界的流行に伴ってマイナーリーグの全試合が中止され、8月7日に放出された。

### パドレス時代
2021年2月16日にサンディエゴ・パドレスとマイナー契約を結ぶ。傘下AAA級エルパソ・チワワズでのプレーを経て5月11日にアクティブ・ロースター入りし、同日の対コロラド・ロッキーズ戦（クアーズ・フィールド）にて3年ぶりのメジャー出場を果たす。その後7試合に出場したが、5月19日にロースター外となり、AAA級エルパソに合流した。その後は、故障やリハビリなどで再昇格を果たせず、オフの11月7日にFAとなった。

### フィリーズ傘下～ツインズ（2度目）時代
2022年3月10日にフィラデルフィア・フィリーズとマイナー契約を結んで（翌11日にAAA級リーハイバレー・アイアンピッグスに配属）、同年のスプリングトレーニングに参加。開幕後も同マイナーチームでプレーしていたが、5月30日に金銭トレードでツインズに復帰（翌31日にAAA級セントポール・セインツに配属）。この年は2球団に所属したが、いずれの球団でもメジャー昇格はならなかった。傘下AAA級では2球団合計で110試合に出場し打率.184、15本塁打、43打点の成績を残した。オフの11月10日にFAとなった。

## 人物
イタリア系アメリカ人であり、2017 ワールド・ベースボール・クラシックにはイタリア代表として出場している。この大会では第1ラウンドプールDで3本塁打を放つ活躍を見せたが、チームは同ラウンドで敗退した。また、2019年ヨーロッパ野球選手権大会および2020年東京オリンピックの野球競技・アフリカ・ヨーロッパ予選においてもイタリア代表に選出されている。
同じくプロ野球選手のダニエル・バード、ルーク・バード兄弟は従兄弟にあたる。また、父親はアメリカンフットボール選手であり、NFLのニューイングランド・ペイトリオッツでのプレー経験がある。

## 詳細情報

### 年度別打撃成績
| 年 度    | 球 団    | 試 合 | 打 席 | 打 数 | 得 点 | 安 打 | 二 塁 打 | 三 塁 打 | 本 塁 打 | 塁 打 | 打 点 | 盗 塁 | 盗 塁 死 | 犠 打 | 犠 飛 | 四 球 | 敬 遠 | 死 球 | 三 振 | 併 殺 打 | 打 率 | 出 塁 率 | 長 打 率 | O P S |
| -------- | -------- | ----- | ----- | ----- | ----- | ----- | -------- | -------- | -------- | ----- | ----- | ----- | -------- | ----- | ----- | ----- | ----- | ----- | ----- | -------- | ----- | -------- | -------- | ----- |
| 2018     | SEA      | 3     | 6     | 5     | 0     | 1     | 0        | 0        | 0        | 1     | 0     | 0     | 0        | 0     | 0     | 1     | 0     | 0     | 2     | 0        | .200  | .333     | .200     | .533  |
| 2018     | BAL      | 23    | 61    | 56    | 4     | 13    | 2        | 0        | 0        | 15    | 4     | 2     | 0        | 0     | 1     | 4     | 0     | 0     | 17    | 1        | .232  | .279     | .268     | .547  |
| '18計    | BAL      | 26    | 67    | 61    | 4     | 14    | 2        | 0        | 0        | 16    | 4     | 2     | 0        | 0     | 1     | 5     | 0     | 0     | 19    | 1        | .230  | .284     | .262     | .546  |
| 2021     | SD       | 7     | 7     | 6     | 2     | 1     | 1        | 0        | 0        | 2     | 0     | 0     | 0        | 0     | 0     | 1     | 0     | 0     | 3     | 0        | .167  | .286     | .333     | .619  |
| MLB：2年 | MLB：2年 | 33    | 74    | 67    | 6     | 15    | 3        | 0        | 0        | 18    | 4     | 2     | 0        | 0     | 1     | 6     | 0     | 0     | 22    | 1        | .224  | .284     | .269     | .553  |

- 2022年度シーズン終了時

### 背番号
- 57（2018年 - 同年途中）
- 64（2018年途中 - シーズン終了）
- 22（2021年）

### 代表歴
- 2017 ワールド・ベースボール・クラシック・イタリア代表
- 2019年ヨーロッパ野球選手権大会
- 2020年東京オリンピックの野球競技・アフリカ・ヨーロッパ予選